# Ramiro III de Leão
Ramiro III de Leão (961– Astorga, 26 de junho de 985), foi rei de Leão desde 966 até à sua morte. Filho e herdeiro de Sancho I de Leão, por ser menor aquando da morte de seu pai, foi confiado à tutela da sua tia Elvira, que conseguiu impor-se aos grandes do reino graças à ajuda do clero. Durante esse período, não obstante, os condados de Castela, Galiza e Portucale desfrutaram de uma quase independência, atuando nominalmente à margem da autoridade real.
Os muçulmanos de Aláqueme II, 2.º califa de Córdova, infligiram-lhe pesadas derrotas em Gormaz (975) e Rueda (981), o que levou os condes galego-portugueses a colocarem-se às ordens de Bermudo II de Leão, que se julga que fosse filho de Ordonho III; Ramiro foi vencido pelos apoiantes de Ordonho, cujas tropas entraram em Leão em 984; no ano seguinte morria Ramiro.

## Relações familiares
Foi filho do rei Sancho I de Leão, "o Grasso" ou "o Gordo" (?–966), rei de Leão e de Teresa Ansúrez (c. 943 – Oviedo, 25 de abril de 997), filha de Ansur Fernandez (943–?) e Gontroda Nuñez. Casou antes de 18 de outubro de 980 com D. Sancha Gomes (?–983), filha de Gomez Diaz de Saldanha (?–987) e de Muniadona Fernández, de quem teve:
1. Ordonho Ramirez "o Cego" (c. 981 – antes de 1024), casou-se cerca de 1010 com a infanta Cristina Bermudes, filha de Bermudo II de Leão e da sua primeira esposa a rainha Velasquita Ramires.